# Српско хемијско друштво
Српско хемијско друштво (СХД) једно је од најстаријих хемијских друштава у свету. Наиме, то је десето по старости међу хемијским друштвима икад основаним. Основао га је Марко Леко, који је уједно био и први председник тог друштва. Сврха овог друштва је да окупи и организује хемичаре у Србији.

## Историјат
У време оснивања СХД-а крајем 19. века, у Србији је било веома мало хемичара; осим самог Лека и Симе Лозанића, неколико њих је радило као предавачи у средњим школама и у лабораторијама. Леко је одлучио да их окупи у друштво, а повод је био позив на 3. међународни конгрес примењене хемије који је требало да се одржи у јулу 1898. године у Бечу. Леко је послао момка 26. новембра 1897. да једанаесторицу хемичара писменим путем обавести о његовој идеји да се окупе како би се договорили и припремили за предстојећи конгрес. Већ сутрадан, са изузетком Симе Лозанића од кога је стигао одговор да је на путу, десеторица хемичара су се окупила и заједно са Марком Леком, одржала оснивачки састанак СХД-а. У записнику са тог састанка Леко је забележио да су окупљени хемичари схватили значај оснивања једног таквог удружења и да су одлучили да раде без икаквог доношења статута.
На другом састанку, одржаном недељу дана касније, постављени су задаци друштва који су подразумевали међусобну сарадњу и размену искустава, популарисање хемије, праћење најновијих достигнућа из области хемије и решавање актуелних проблема. Након месец дана, Леко је преко писама позвао и хемичаре из унутрашњости на сарадњу. Прве године, дакле 1897. друштво је одржало три састанка, а до 1906. укупно 60. Састанци су одржавани у Државној хемијској лабораторији.
Рад друштва се може пратити кроз записнике који су у почетку објављивани у „Наставнику”, а од седамнаестог састанка одржаног 15. марта 1899. године, у посебним свескама које су биле додатак „Просветном гласнику” и са прекидом од јануара 1902. до марта 1905. излазили су до 16. октобра 1906. године.
У записницима су објављивани реферати научних и стручних радова, највише Марка Лека (од укупно 159, његових је 68) и потом, Милорада Јовичића. Највећи број радова су резултати анализе пре свега намирница, али и минералних вода, руда, минерала, угља, песка. Значајни су и радови из области токсиколошке и судске хемије, док оригиналних научних радова има мало и то оних који су објављивани у немачким часописима. Осим ових реферата, на састанцима се расправљало о актуелним питањима у вези са хемијом, а које је на дневни ред постављао Леко; питање реорганизације Државне хемијске лабораторије, рад на уџбеницима, полагање професорског испита, подела Катедре Хемије на Великој школи итд.
Иако је првих десет година био организатор рада овог друштва, званично је изабран за председника тек 15. априла 1904. године. Тада је изабран и први потпредседник Александар Зега, а благајник је постао Милоје Стојиљковић. Леко није сматрао да је та функција уопште потребна друштву, јер је оно и без тога функционисало годинама, па је предложио своју оставку априла 1905, али је присутни чланови, међу којима и Сима Лозанић нису прихватили. Друштво је напустио већ следеће године због обавеза које је тада имао у Лондону. Следећи председник друштва је постао Сима Лозанић, али записници више нису излазили. Још је само у „Наставнику” из 1914. године потпредседник Стојиљковић објавио записнике друштва у периоду од 1904. до 1913. на 14 страна.
Досадашњи председници Српског хемијског друштва су:
- Марко Т. Леко 1897—1907
- Сима Лозанић 1907—1912
- Александар Зега 1912—1927
- Коста Н. Тодоровић 1927—1941
- Александар Леко 1946—1955
- Панта Тутунџић 1955—1962
- Милош Младеновић 1962—1965
- Ђорђе Димитријевић 1965—1973
- Александар Деспић 1973—1977
- Драгомир Виторовић 1977—1981
- Драгутин Дражић 1981—1985
- Владимир Рекалић 1985—1989
- Живорад Чековић 1989—1993
- Јован А. Јовановић 1993—1997
- Мирослав Гашић 1997—2001
- Бранислав Николић 2001—2005
- Богдан Шолаја 2005—2009
- Иванка Поповић 2009—2013
- Живослав Тешић 2013-2017
- Весна Мишковић-Станковић 2017-2021
- Душан Сладић 2021-2024
- Мелина Калагасидис Крушић 2024-